# Simona Zulian
Simona Zulian, nota anche con lo pseudonimo di Felinia (Monza-Brianza, 27 agosto 1984), è una fumettista italiana.
Dal 2011 pubblica strip autoconclusive umoristiche quasi quotidianamente suoi profili social trattando principalmente temi sull'universo femminile con il personaggio di Felinia e temi sulla vita di coppia con Max & Cherry pocket, toccando a volte anche temi più delicati e profondi.

## Biografia
Dopo aver conseguito il diploma al liceo artistico "Papa Ratti" di Desio nel 2003, amplia le sue esperienze in campo grafico-artistico frequentando l'Accademia di Belle Arti di Brera e dei corsi di grafica indipendenti.
Nel 2006 inizia il triennio presso la scuola del fumetto di Milano dove conosce Andrea Ribaudo (in arte Ribosio) con cui crea (nel 2011) e porta avanti il progetto artistico di Sketch & Breakfast, nato inizialmente sul web e approdato su carta stampata due anni dopo.
Dal 2014 al 2015 pubblica tre volumi editi da Edizioni Dentiblù, in particolare Non tutte vogliono essere Marilyn in cui si racconta in una sorta di autobiografia umoristica.
Dal 2016 viene pubblicata regolarmente da Magic Press Edizioni, sperimentando stili e generi differenti.

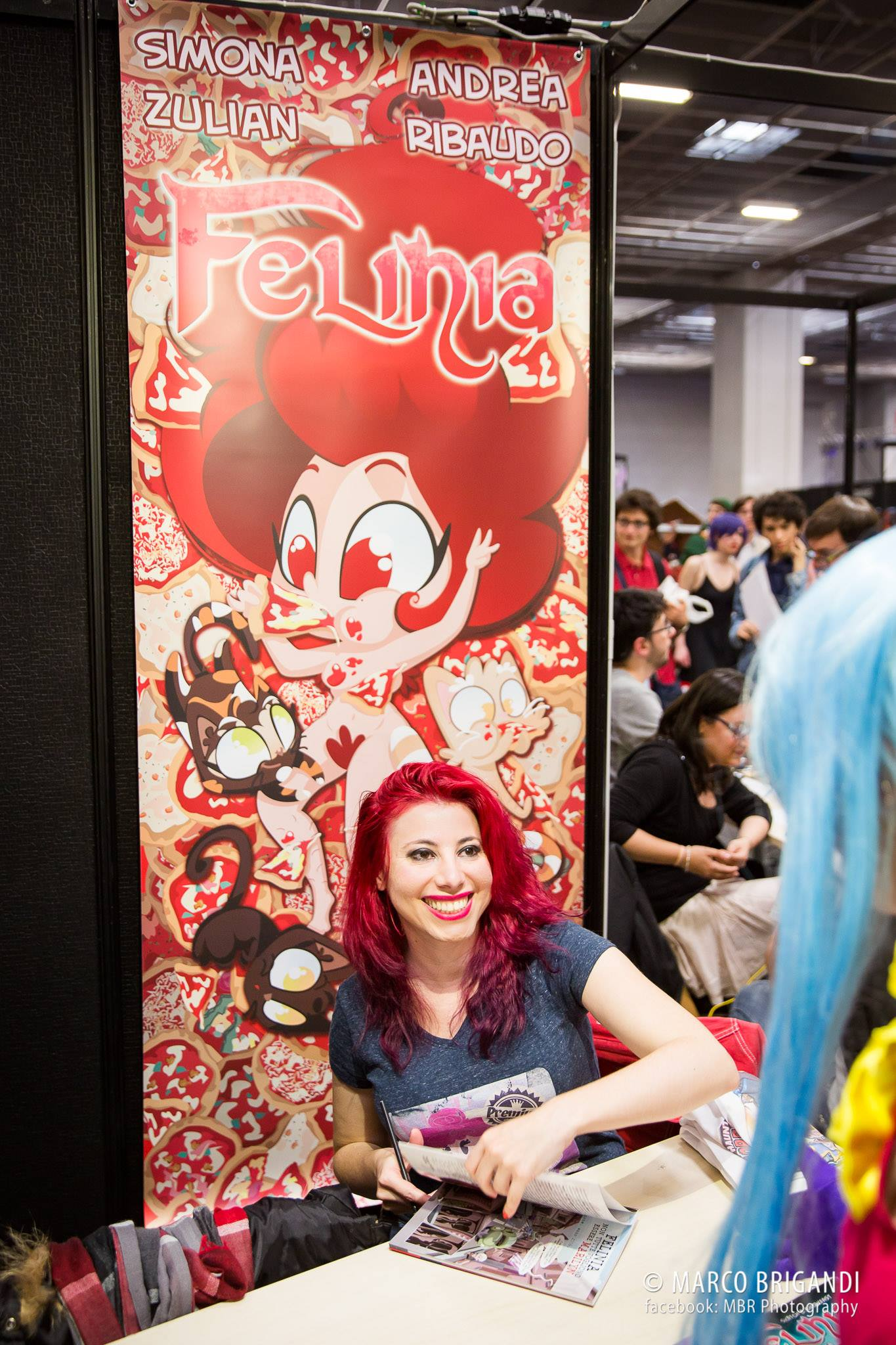
Simona Zulian al Torino Comics 2017.

## Opere
- Felinia - Non tutte vogliono essere Marilyn, Dentiblù 2014.
- Enciclopedia Treggatti - Sopravvivere al proprio gatto, Dentiblù 2015.
- Felinia - Bulle e Pupi, Denitblù 2015.
- Felinia - Singol a Caccia, Magic Press 2016.
- Felinia - Il Demone dei 30 anni, Magic Press 2016.
- Anatomia Cinica vol.1 - La dittatura Mangiona, Magic Press 2017
- Anatomia Cinica vol.2 - La mia Vagina asociale, Magic Press 2017
- Felinia - Principesse Badass. Magic Press 2017
- Max & Cherry - Non il solito fumetto sul sesso, Magic Press 2018.
- Anatomia Cinica vol.3 - Cuore guerriero, Magic Press 2018
- Max & Cherry - Pepe Rosso, Magic Press 2018
- Max & Cherry - L'amore Pocket, Magic Press 2019
- Felinia - Anni80land, Magic Press 2019
- Max & Cherry - Atto Carnale, Magic Press 2020
- Max & Cherry - Hot Pocket, Magic Press 2020
- Max & Cherry - Fiori di Ciliegio (l'integrale), Magic Press 2021
- Max & Cherry - Hokety Pocket, Magic Press 2022